# 깊은 밤 갑자기
"깊은 밤 갑자기"는 1981년에 개봉한 대한민국의 영화이다.

## 캐스팅
- 김영애 : 선희 역
- 윤일봉 : 유진 역
- 이기선 : 미옥 역
- 현혜리
- 김근희
- 김민규
- 김기종
- 이예성
- 곽건
- 유명순

## 직원
- 기획: 서현
- 각본: 윤삼육
- 촬영: 정필시, 최정원
- 조명: 손한수, 심학성
- 음악: 최종혁
- 미술: 조경환
- 녹음: 김병수
- 효과: 최경상
- 현상: 영화진흥공사 현상소
- 편집: 현동춘
- 스칠: 황형식
- 소품: 차순하
- 기록: 박태창
- 제작부장: 김민수
- 제작: 서현
- 감독: 고영남
- 작품: 남아진흥주식회사